# Omega1 Cygni
Pour les articles homonymes, voir Omega Cygni.
Désignations
Omega1 Cygni (ω1 Cyg) est une étoile de cinquième magnitude de la constellation boréale du Cygne. C'est une étoile chaude de type B située à environ 1 280 années-lumière de la Terre et qui apparaît être légèrement variable.

## Environnement stellaire
L'étoile présente une parallaxe annuelle de 2,55 ± 0,08 mas mesurée par le satellite Gaia, ce qui permet d'en déduire qu'elle est distante de 393 ± 12 pc (∼1 280 al) de la Terre. Elle se rapproche du Système solaire à une vitesse radiale héliocentrique de −22 km/s. Par rapport à ses voisins, l'étoile a une vitesse particulière de 26 km/s.
Omega1 Cygni possède trois compagnons recensés dans les catalogues d'étoiles doubles et multiples. Ils apparaissent être des doubles purement optiques, dont la proximité avec l'étoile n'est qu'une coïncidence.

## Propriétés
Omega1 Cygni est classée comme une étoile sous-géante bleu-blanc de type spectral B2,5 IV. Elle a été notée comme étant une variable irrégulière, dont la magnitude varie avec une amplitude de 0,034 tous les 1,137 jour. Telting et al. (2006) l'ont cependant signalée comme une possible variable de type Beta Cephei, car ils ont détecté des pulsations régulières dans son spectre. L'AAVSO la considèrent quant à eux comme une possible variable de type Lambda Eridani.
Omega1 Cygni est environ 8 fois plus massive que le Soleil et elle est âgée autour de 33 millions d'années. Elle tourne sur elle-même à une vitesse de rotation projetée de 145 km/s. Le rayon de l'étoile est environ 14 fois plus grand que le rayon solaire, elle est 1 549 fois plus lumineuse que le Soleil et sa température de surface est de 16 982 K.